# Hoglands park
Hoglands park är en park i Karlskrona. Den används för omkring tio arrangemang per år, där första majtåg och julmarknader är exempel på arrangemang. Det ryms en lekplats, vilken är handikappsanpassad, sittmöjligheter samt serveringar. Sedan 2009 befinner sig parken i ombyggnation. Tanken är att en del av den traditionella växtligheten, som fanns under parkens ungdomsår, åter ska flytta in och det planeras en ny scen med kafé. Utöver det finns planer på nya sittplatser i hela Hoglands park och en del av växtligheten ska genom små växthusartade glashus även kunna blomma över vintertid.

## Galleri

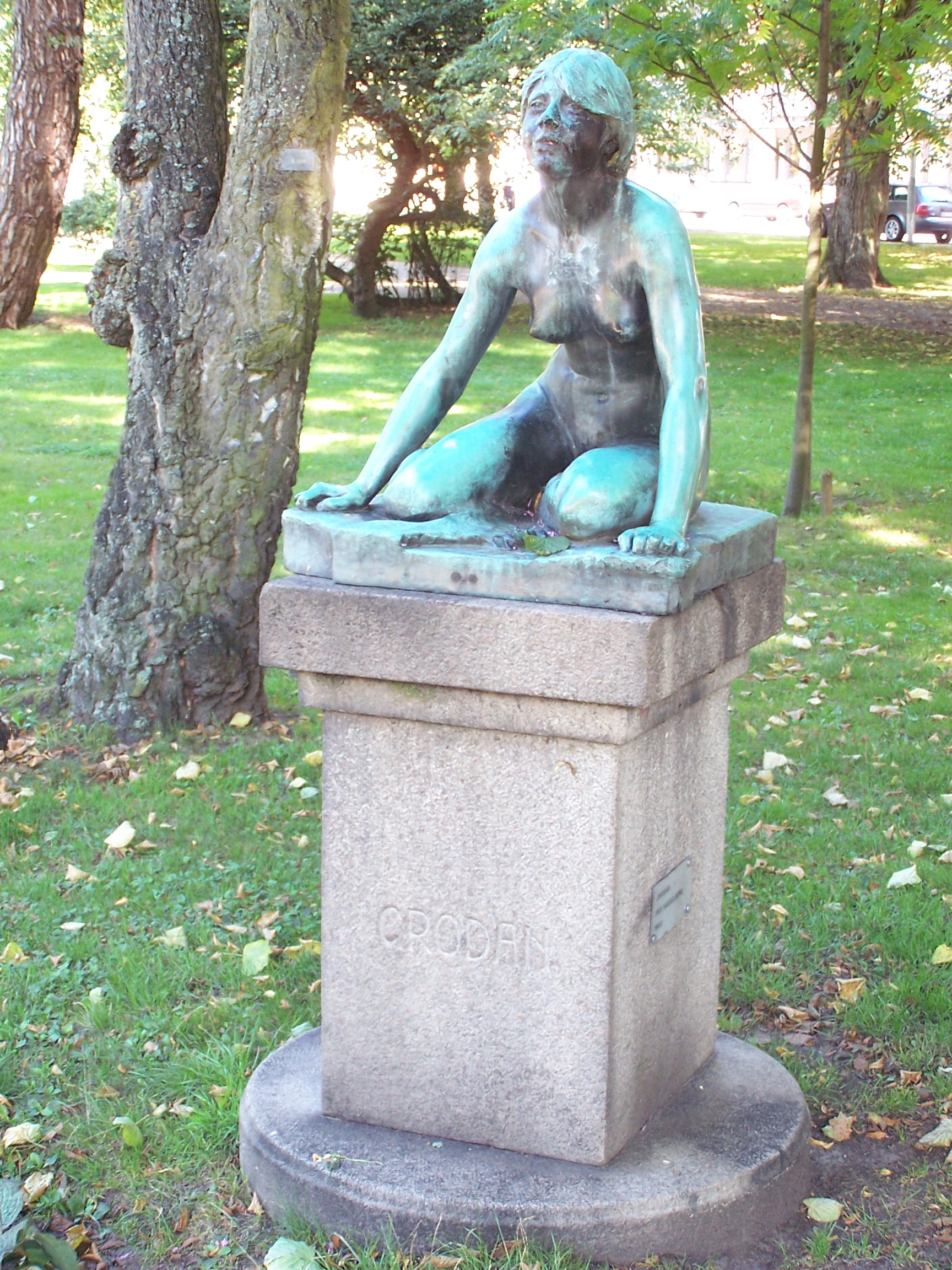
Grodan av Per Hasselberg
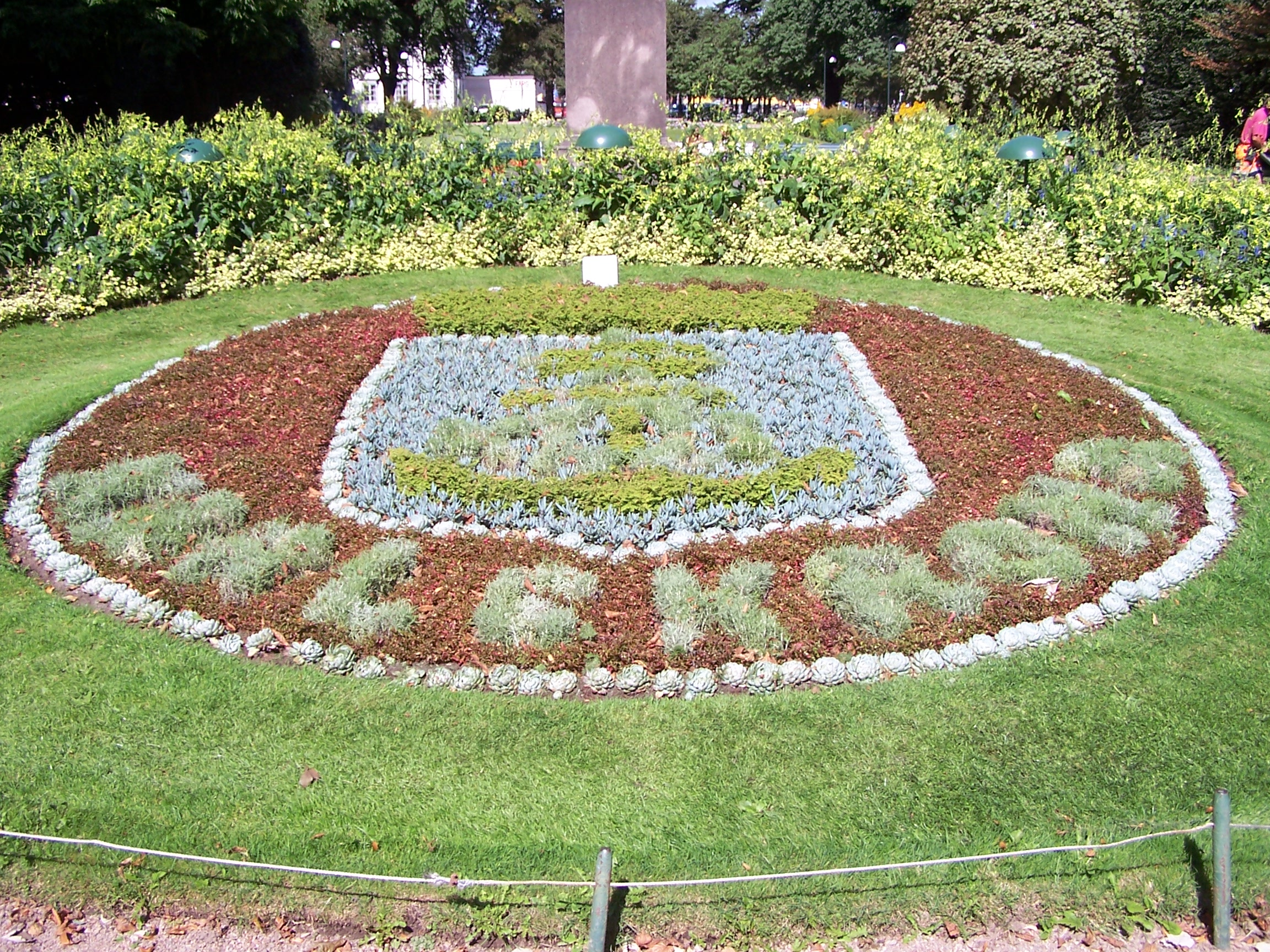
Plantering som ser ut som Karlskronas kommunvapen
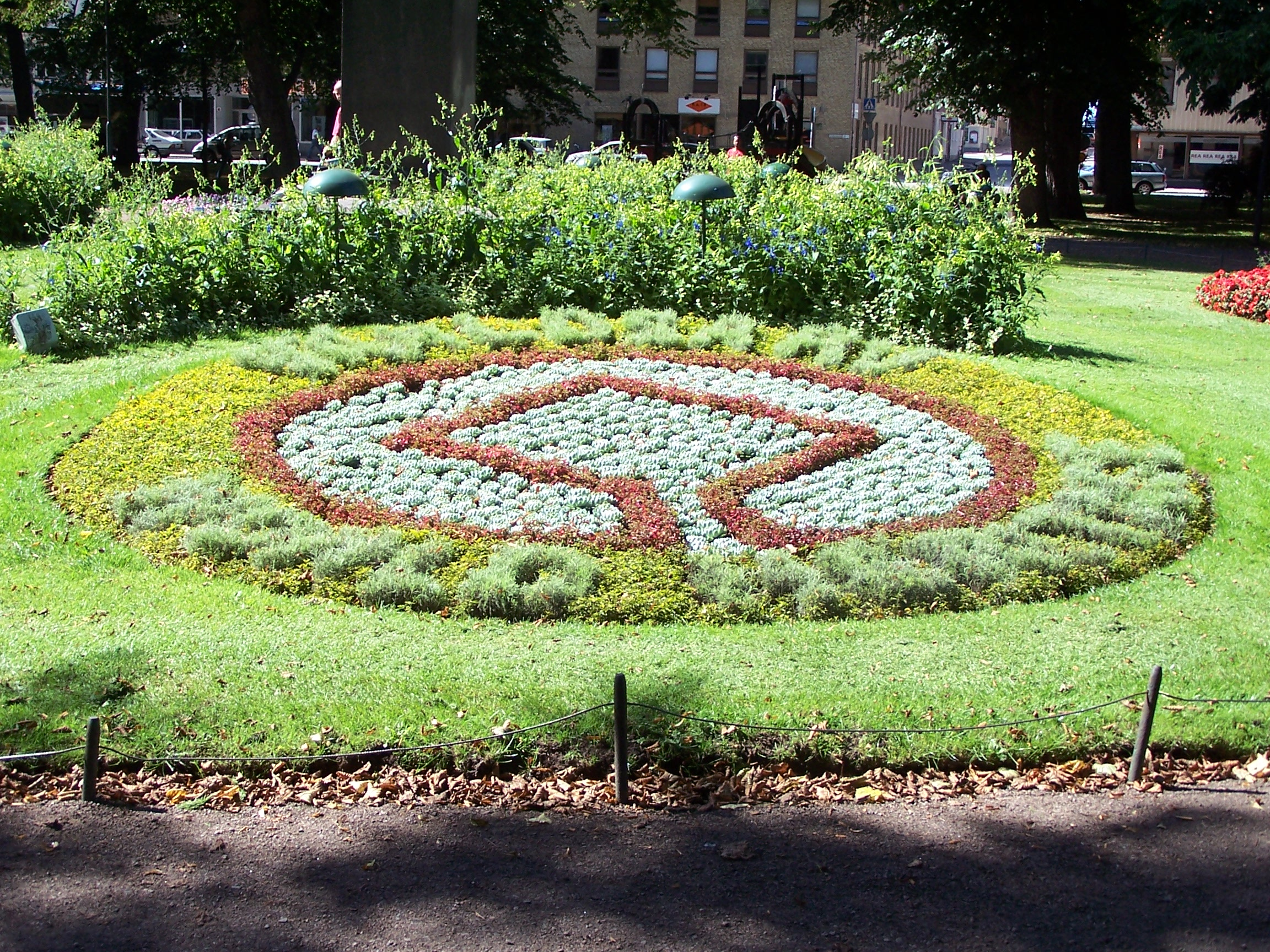
Världsarvssymbolen. En del av Karlskrona utgör ett världsarv under benämningen Örlogsstaden Karlskrona.
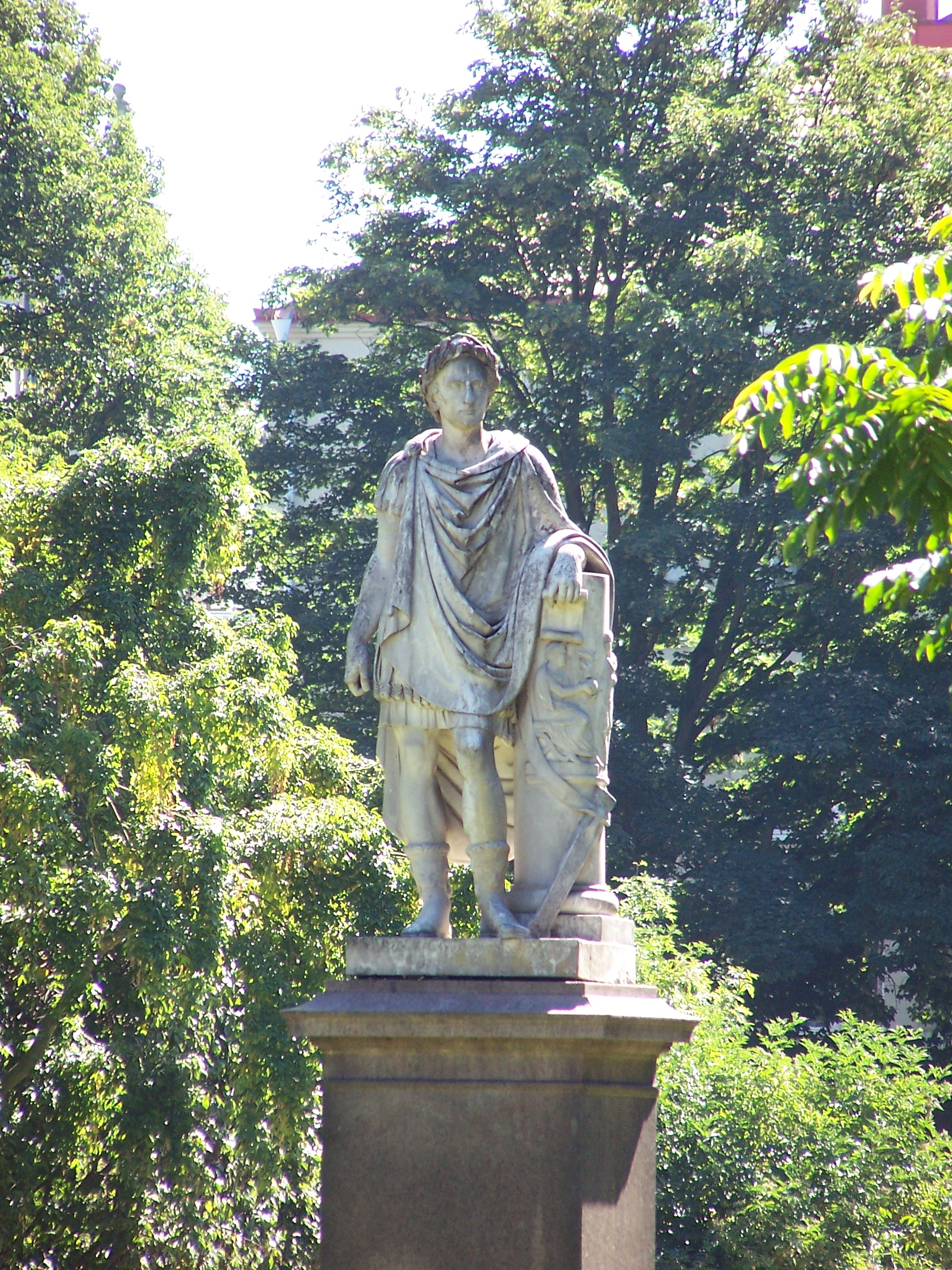
Staty av Karl XIII
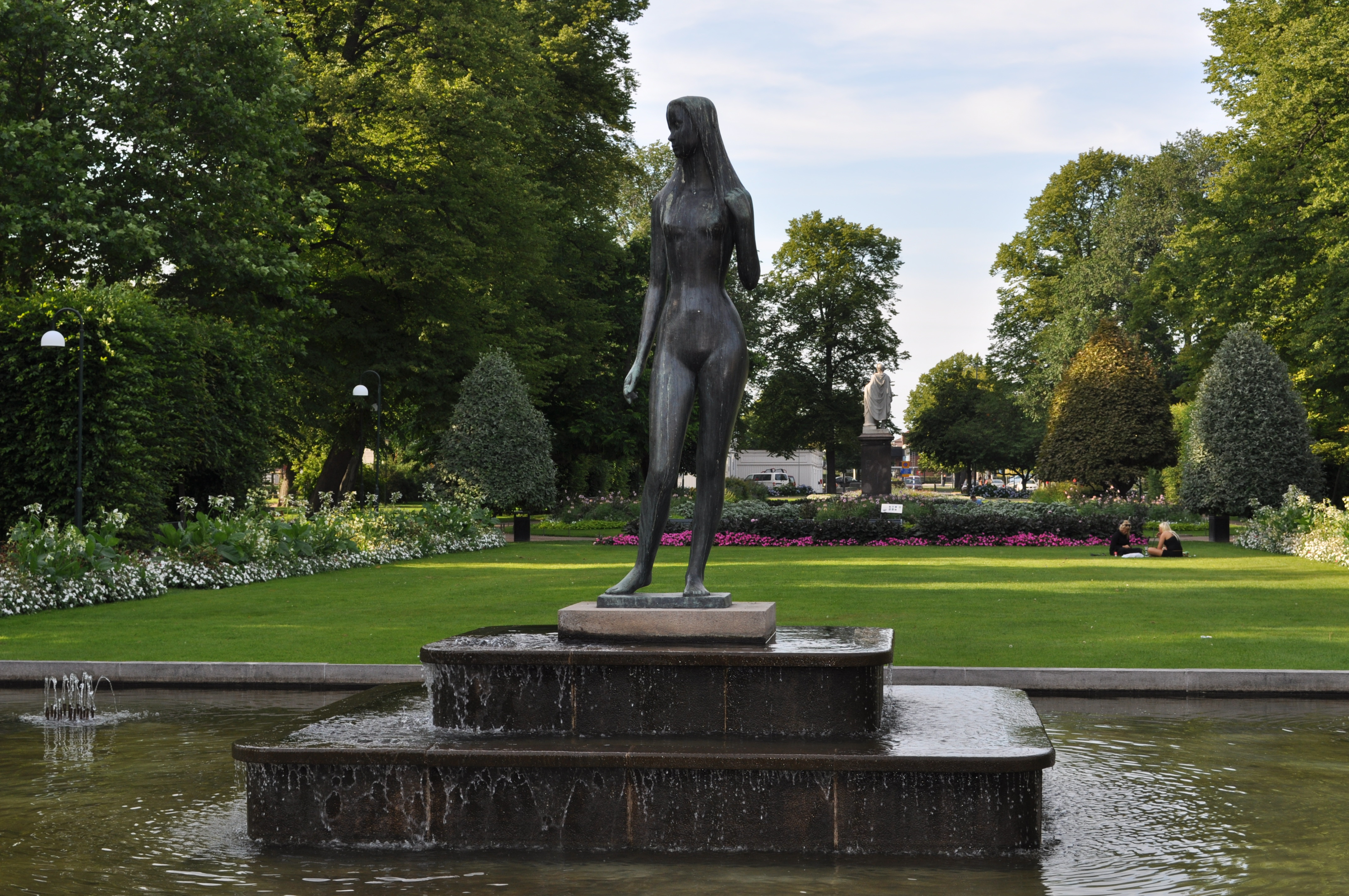
Blekingeflickan, designad av Gunnar Nilsson
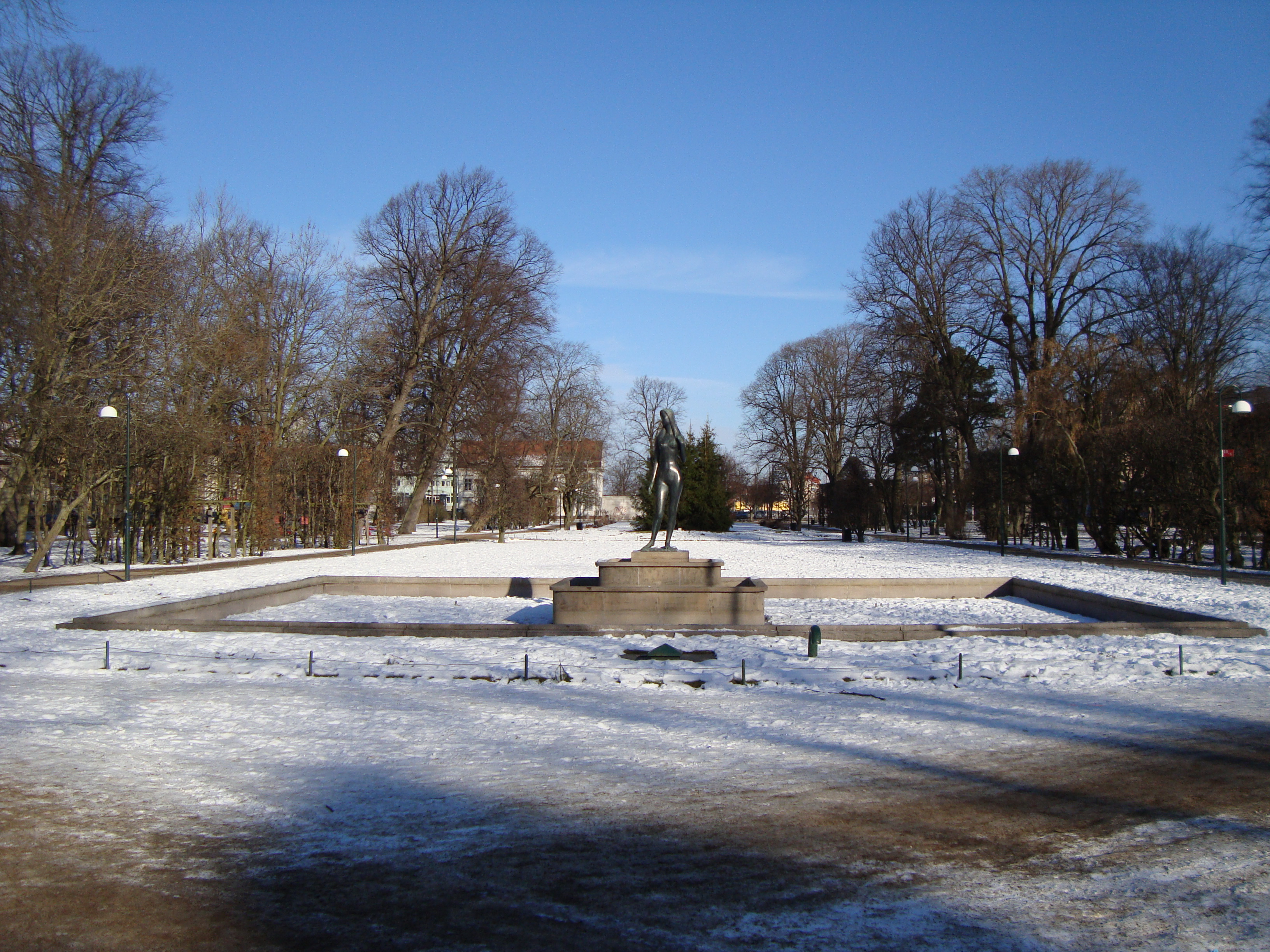
Hoglands park vintertid